# Südfunk-Kinderchor
Der Südfunk Kinderchor war ein Rundfunkchor des SDR in Stuttgart.

## Geschichte
Der Südfunk Kinderchor wurde 1947 unter der Leitung von Paul Holstein gegründet. In wöchentlichen Studio-Aufnahmen sang der Chor ein großes Volks- und Kinderliederrepertoire ein, das täglich u. a. als „Gute-Nacht-Lied“ um 18.55 Uhr im Programm des SDR einen festen Sendeplatz hatte.
1956 erschien das von Paul Holstein herausgegebene Notenheft „Gute Nacht Lieder, wie sie der Kinderchor des Süddeutschen Rundfunks singt“ mit einem Geleitwort des Gutenachtlied-Onkels Curt Elwenspoek, für das Holstein eine Auswahl von Abendliedern zusammengestellt hatte. Acht Texte wurden von Holstein selbst vertont, darunter auch Paula Dehmels „Leise, Peterle, leise“. Neben etlichen altbekannten Texten von Hoffmann von Fallersleben und Matthias Claudius wählte Holstein auch neuere aus, darunter einen von Curt Elwenspoek.
Der Chor wechselte mehrmals den Namen und wirkte später dann unter dem Namen Stuttgarter Kinderchor unter der Leitung der Stuttgarter Pianistin Andrea Mentrup.

## Ehemalige Mitglieder des Südfunk Kinderchores
Der Sänger Cornelius Hauptmann trat 1958 als Siebenjähriger in den Chor ein. Er sagte über den Südfunk Kinderchor: „Meine Tante sang damals im Südfunkchor und sagte mir, es gibt einen Kinderchor, da soll ich mal vorsingen. Bis heute ist der Kinderchor bei den Menschen bekannt, da wir das ‚Gute Nacht-Lied‘ um 19 Uhr gesungen haben. Ein Kinderchor beim Rundfunk wäre eine tolle Werbung für das Singen, da es im Chorgesang keinen Konkurrenzkampf gibt.“ Weitere ehemalige Mitglieder: Susann Finckh-Bucher und Andrea Mentrup.

## Nachweise
1. ↑  https://chorleben.s-chorverband.de/wp-content/medien/VoA_102_Kinderchor_SDR_Hauptmann.jpg